# Jardin du rond-point de la Porte-de-Saint-Cloud
Ne doit pas être confondu avec Jardin de la Porte-de-Saint-Cloud et square Roger-Coquoin.
Le jardin du rond-point de la Porte-de-Saint-Cloud est un espace vert situé dans le 16e arrondissement de Paris.

## Situation et accès
Le site est accessible par la place de la Porte-de-Saint-Cloud.
Il est desservi par la ligne 9 à la station Porte de Saint-Cloud.

## Historique
Le jardin se trouve au centre de la place de la Porte-de-Saint-Cloud, un rond-point automobile. À l'origine, il était arboré. Au début du XXIe siècle, aucun accès n'existe pour les piétons,.
Il accueille une double fontaine monumentale, œuvre des architectes Jacques Billard et Robert Pommier et du sculpteur Paul Landowski, créée à l'occasion de l'exposition universelle de 1937. En 2019-2021, le site est réhabilité, un passage piéton permettant désormais de rejoindre le jardin ; les fontaines sont pour leur part remises en eau après plusieurs décennies d'inactivité,.